# 頭條日報
《頭條日報》於2005年7月創刊，屬於星島新聞集團旗下，是繼《都市日報》後第二份在香港出版的免費報紙，亦是星島報業集團出版的第一份免費報紙。除了逢週一至六的印刷版本外，並提供電子版本，2017年前逢週日及公眾假期亦備有電子報。
《頭條日報》母公司為星島新聞集團有限公司（Sing Tao News Corporation Limited）。現時董事會主席是中國內地地產發展商佳兆業主席郭英成，副主席及最大股東為其女兒郭曉亭。
根據香港中文大學傳播與民意調查中心在2014年1月發表的傳媒公信力調查，《頭條日報》得5.87分，在本地報紙排第7位。2019年則跌至5.28分，排第8位。

## 簡介
於2008年7月20日之前，《頭條日報》只於週一至週五派發，並於每週六在原地鐵網絡車站派發與《頭條日報》類似的《快線周報》。 
《頭條日報》設立了其專屬網站，名為頭條網；「星島頭條網」亦包括了星島新聞集團的其他資訊，如《星島日報》、《東周刊》等。

## 版面
- 本地新聞
- 中國新聞
- 國際新聞
- 經濟新聞
- 地產新聞
- 體育&馬經新聞
- 生活副刊「Headlife」
- 娛樂（包括本地和國際娛樂新聞）

## 爭議事件

### 失實報道
2016年，距離香港立法會選舉投票日前約10天，即8月25日，《頭條日報》報道稱指親民主派的香港教育專業人員協會（教協）將1500名會員「過檔」成為資訊科技界選民，涉嫌造票，並大字標題「千五教協會員加入IEEE挺莫乃光 教協擴勢力踩過I.T.界 競選對手斥「騎劫」」等作報道，即使官方選舉事務處已提供數字，指有關轉換界別的人數僅數十人，但《頭條日報》仍無視官方回覆，又繼續以大篇幅報道，聲稱是數經過「嚴謹抽樣核對」，而內文沒提及選舉事務處的官方回覆。教協指《頭條日報》報道嚴重失實，嚴正要求收回失實報道並致歉。
其後在《明報》跟進，及選舉事務處在其他傳媒查詢下，曾指僅56名教育界選民轉投IT界，與《頭條日報》所指的「已展開大規模核對工作」相距甚遠，至9月2日，頭條日報宣佈收回報導，並在翌日道歉。

### 專欄人士安排爭議
該報經常在不作任何通知下，把原定安排於星期一至四刊登的專欄調到星期五刊登，對相關作家及讀者都有欠尊重。而這問題絕少在其他免費報紙出現。

### 專欄內容爭議
2016年5月10日，黃麗君在《頭條日報》專欄上聲稱Vocaloid初音未來的著名歌曲《千本櫻》是宣揚、歌頌日本軍國主義的歌曲，嚴厲責罵用它來參加歌唱比賽的學生不愛國，引起群眾不滿她曲解歌曲內容及含義。留言的讀者指她把歌曲反思和反戰內容描述成相反的東西，反問她有否認真聽過歌曲。部分留言讀者更要求她道歉。

## 外部連結
- 官方网站